# Verzatilka

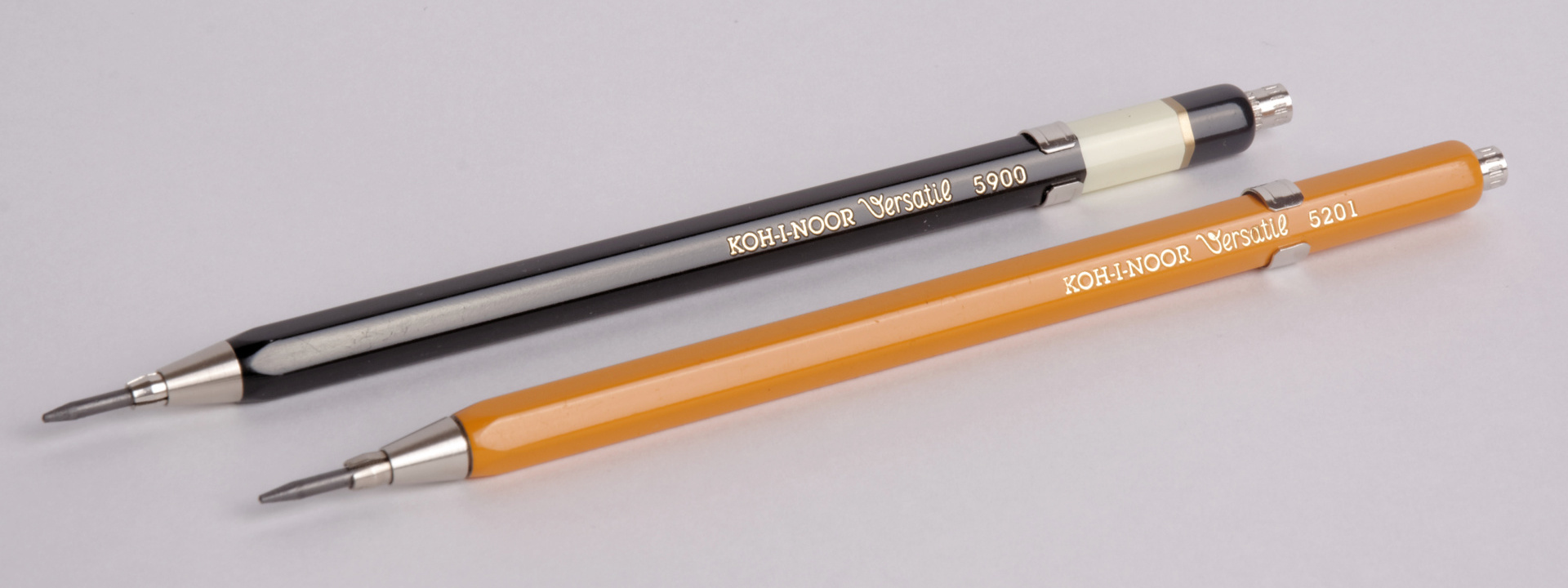
Versatilky, modely 5201 a 5900

Verzatilka (či versatilka, lidově krajón) je mechanická padací tužka umožňující výměnu tuhy (Mikrotužka). Jedná se o výrobek českobudějovické firmy Koh-i-noor.

## Historie
Ochranná známka Versatil byla zaregistrována v roce 1937. Tyto tužky byly využívány především techniky, projektanty a architekty. Od padesátých let byla zahájena jejich velkosériová výroba.
Název „versatil“ je odvozen ze slova versatilní = variabilní, proměnný, přizpůsobivý. Lidový název „krajón“ má původ ve francouzském crayon = tužka a do češtiny se původně dostal jako označení dřevěné šestihranné tužky.

## Popis
Je to v podstatě kleštinový držák tuhy. Kleština je sevřena pomocí pružiny, která ji vtahuje do kuželového otvoru. Kleština se uvolňuje zatlačením na zadní konec pouzdra na tuhu, v němž je obvykle zašroubováno hrotítko (ořezávátko). Vyrábí se celá škála těchto tužek odstupňovaná dle průměru tuhy. Tužky pro průměr tuhy přes 3 mm jsou určeny k výtvarným účelům. Tuhy se dají dokoupit samostatně i v barevných sadách. Na trhu jsou i držáky mazací gumy nebo rýsovací jehly v tomto provedení.